# Lista etimologică a elementelor chimice
Aceasta este lista etimologică a tuturor numelor elementelor chimice.

## Tabel
| O34 · D46 | G17 | F21 · D4 |

| O34 · D46 | G17 | F21 · D4 |

| N35 · D21 · X1 | G14 |

| N35 · D21 · X1 | G14 |